# قطب رویانی
قطب رویانی معروف به رویانی شاعر و ادیب نامدار تبری(مازنی) و تبری‌زبان سده ۷ قمری است. شاعری اهل رویان (طبرستان) (غرب طبرستان) بود که در جنگ باوندیان و پادوسپانیان در قلعه دامغان حضور داشت. او در وصف بهار و حمله اسپهبد شراگیم به قلعه دامغان، شعری مازندرانی گفته که در کتاب ظهیرالدین مرعشی آمده‌است. سرایش این شعر توسط قطب، موجب تحریک اسپهبد شهرآگیم به پایان دادن محاصره قلعه شد و حملهٔ آنان در نتیجه با شکست مواجه گردید.